# 구례우체국
구례우체국(求禮郵遞局)은 과학기술정보통신부 우정사업본부 전남지방우정청 소속의 우편물 취급기관이다. 전라남도 구례군 구례읍 북교길 8(봉동리 474-1)에 있다.

## 연혁
- 2001년 8월 1일: 구례역전우체국 폐국[1]
- 2015년 1월 1일: 구례지리산우체국이 구례산동우체국과 통합되어 폐국[2]

## 관할 우체국
| 우체국명         | 사진 | 주소                                    | 비고                |
| ---------------- | ---- | --------------------------------------- | ------------------- |
| 간전우체국       |      | 전라남도 구례군 간전면 안음길 4         |                     |
| 광의우체국       |      | 전라남도 구례군 광의면 구만제로 335     |                     |
| 구례마산우체국   |      | 전라남도 구례군 마산면 화엄사로 137     |                     |
| 구례산동우체국   |      | 전라남도 구례군 산동면 원촌길 109       |                     |
| 구례역전우체국   |      | 전라남도 순천시 황전면 선변리 839-3     | 2001년 8월 1일 폐국 |
| 구례지리산우체국 |      | 전라남도 구례군 산동면 관산구산길 14-17 | 2015년 1월 1일 폐국 |
| 문척우체국       |      | 전라남도 구례군 문척면 수달생태로 268-7 |                     |
| 용방우체국       |      | 전라남도 구례군 용방면 용방로 479-3     |                     |
| 토지우체국       |      | 전라남도 구례군 토지면 석주관로 944     |                     |